# Abram Markowitsch Braser

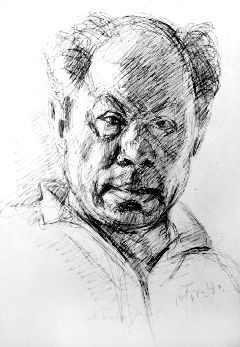
Selbstporträt (1939, Heimatmuseum Witebsk)

Abram Markowitsch Braser, geboren Awrum Mejerowitsch Braser, (russisch Абрам Маркович Бразер; * 13. Januarjul. / 25. Januar 1892greg. in Kischinau, Gouvernement Bessarabien; † 1942 im Ghetto Minsk, Reichskommissariat Ostland) war ein russisch-sowjetischer Bildhauer, Grafiker, Maler und Hochschullehrer.

## Leben
Brasers Eltern waren Meier Hersch-Chaimowitsch Braser (1861–?) und Mindli Braser (1867–1899) aus Berdytschiw. Nach dem Tod der Mutter heiratete der Vater 1900 Gitl Berowna Pustylnik (1873–?).
Braser besuchte die Kischinauer Kunstschule mit Abschluss 1910. Er war Mitglied der bessarabischen Genossenschaft der Kunstliebhaber in Kischinau. Ab 1912 lebte  er Paris in der Künstlerkolonie La Ruche, wo er sich mit Marc Chagall befreundete. 1912–1914 studierte er an der Pariser École des Beaux-Arts.

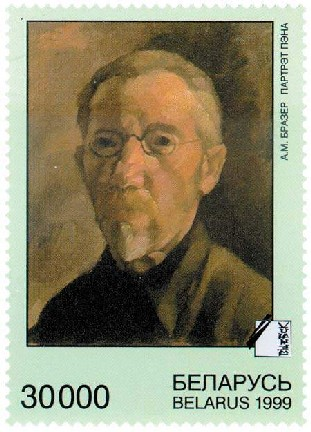
Briefmarke der Belpost mit Brasers Porträt Jehuda Pens (1999)

Im Ersten Weltkrieg kehrte Braser 1916 nach Petrograd zurück und beteiligte sich an der Ausstellung der Mir Iskusstwa. Er war Mitglied der Jüdischen Gesellschaft zur Förderung der Künste. Nach der Oktoberrevolution ließ er sich 1918 in Witebsk nieder und lehrte an der einzigen noch offenen Kunsthochschule. Er organisierte Ausstellungen, Diskussionen über moderne Kunst, die Sammlungserweiterung des Witebsker Museums für Moderne Kunst und machte Entwürfe für die Gestaltung von Festen in der Stadt. 1920 schuf er ein Pestalozzi-Denkmal, das im Deutsch-Sowjetischen Krieg durch Bomben zerstört wurde. Er gestaltete Aufführungen des Jüdischen Theaters in Witebsk.
Nach einem kurzen Aufenthalt 1923 in Moskau lebte Braser in Minsk. Er trat in die Allweißrussische Vereinigung der Künstler und in die Revolutionäre Organisation der Künstler Weißrusslands ein und veröffentlichte Artikel über Bildende Kunst in der lokalen Presse. Er beteiligte sich an der Allweißrussischen Ausstellung 1925 zum 20. Jahrestag der Russischen Revolution 1905 und zum 400. Jahrestag des Beginns der weißrussischen Buchdruckerei. 1941 nur einige Tage vor Beginn des Deutsch-Sowjetischen Kriegs fand eine große Einzelausstellung mit Brasers Werken statt. Alle Werke dieser Ausstellung wurden nach der Besetzung der Stadt durch die deutsche Wehrmacht vernichtet.
Braser wurde im März 1942 im Ghetto Minsk mit seiner Familie erschossen. Ihm war vorgeworfen worden, im Zusammenhang mit der Anfertigung von Porträts deutscher Offiziere Informationen an Partisanen geliefert zu haben.

## Ehrungen
- Verdienter Kunstschaffender der Weißrussischen SSR

## Werke (Auswahl)

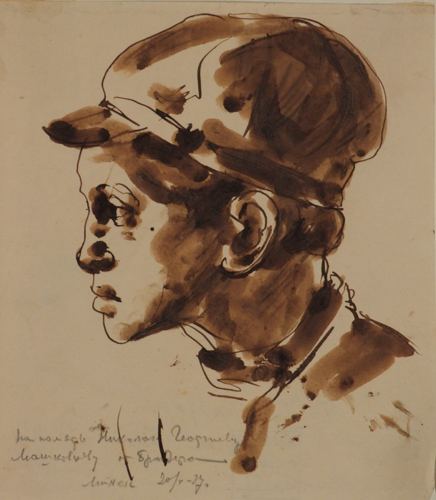
Kopf eines Jungen (1920er Jahre)
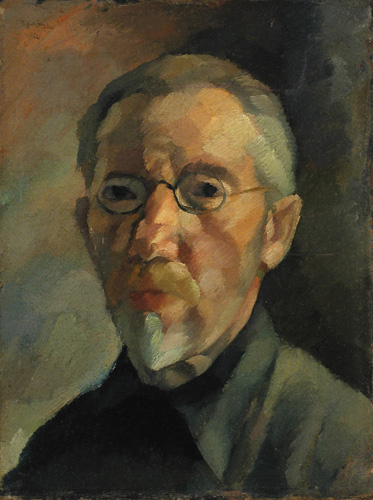
Jehuda Pen (1921)
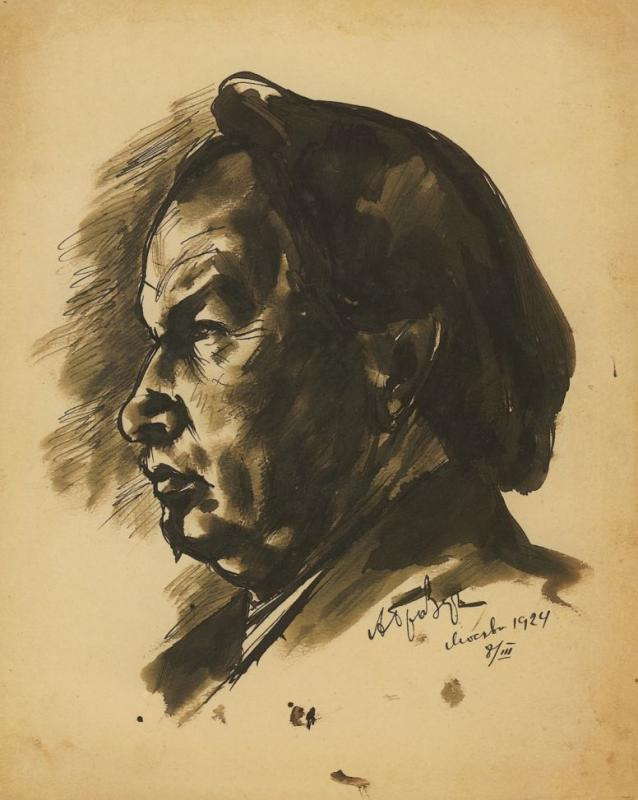
Alexander Anissimow (1924)
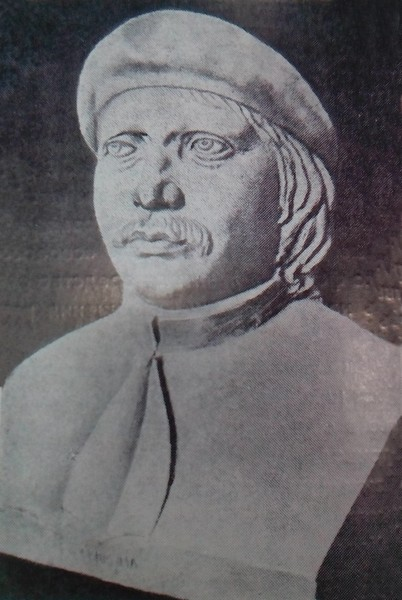
Francysk Skaryna (1925)
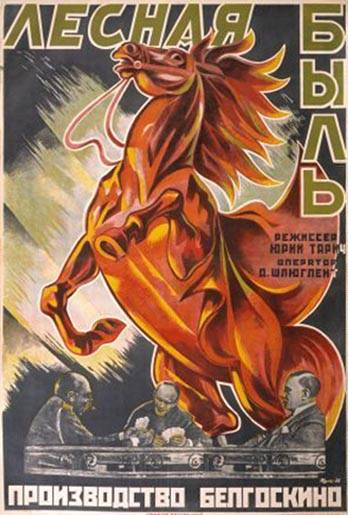
Plakat für den Stummfilm Lesnaja byl (Waldgeschichte) (1926)
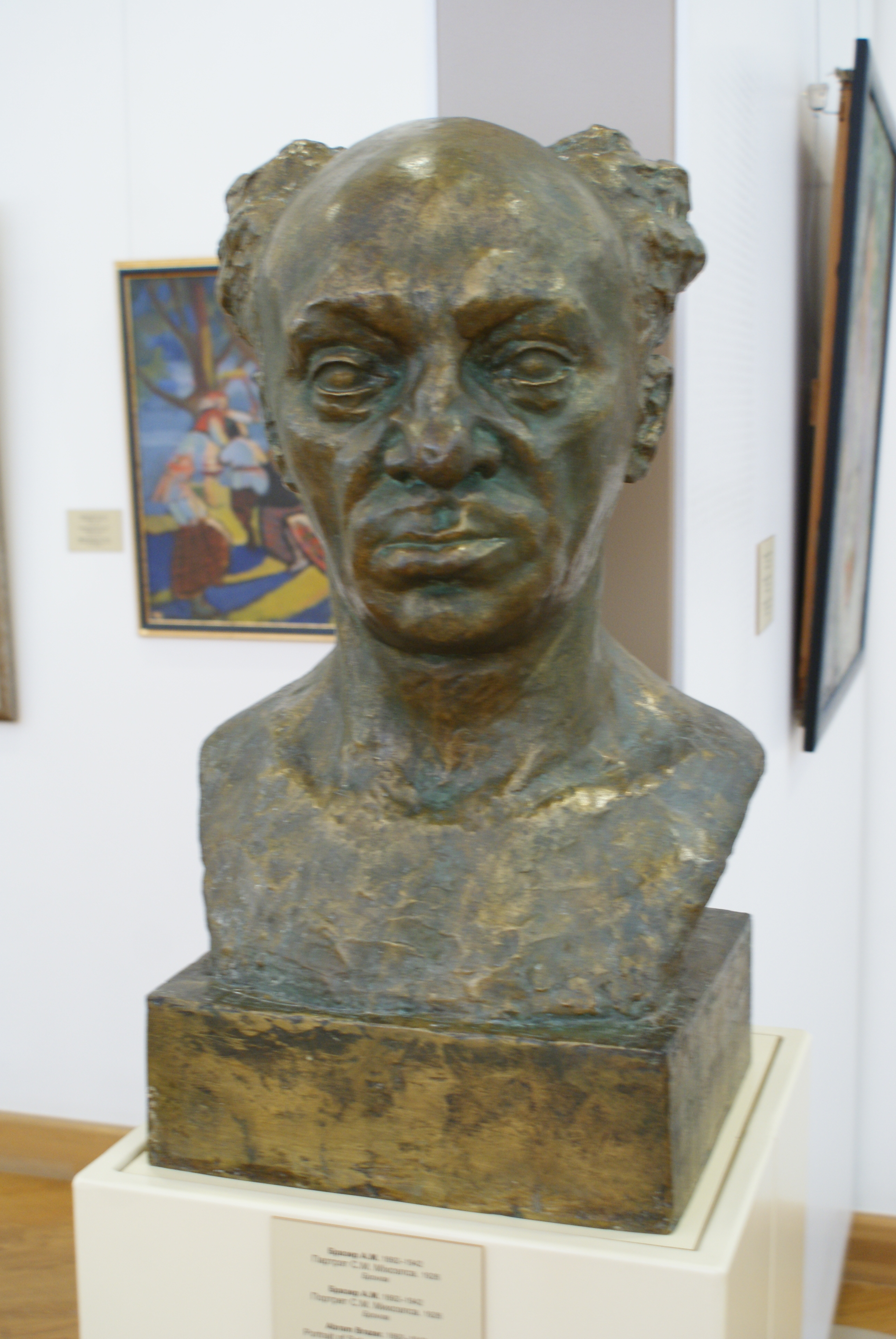
Solomon Michoels (1926)
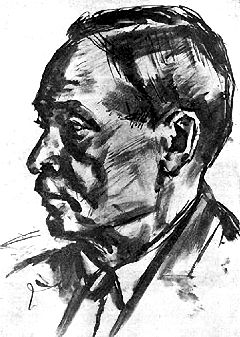
Janka Kupala (etwa 1926)
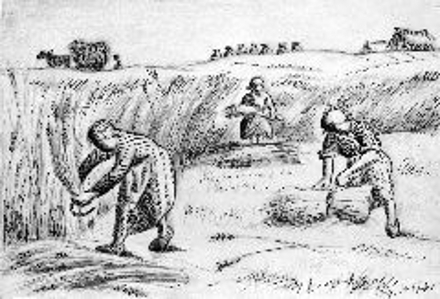
Ernte (1927)
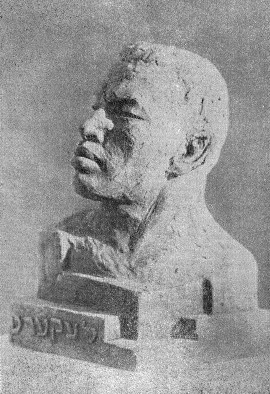
Hirsch Lekkert (1920er Jahre)
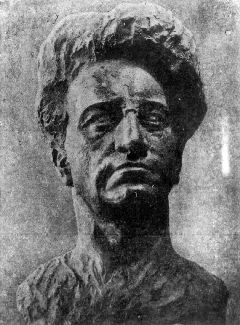
Isi Charik